# How to Make Movies

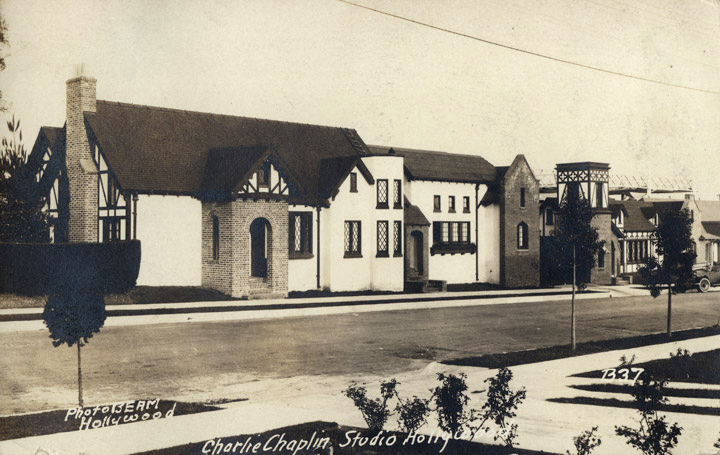
Chaplin Studios

How to Make Movies és una pel·lícula muda de caràcter semi-documental dirigida i protagonitzada per Charles Chaplin que intenta explicar en clau comèdia com es feien les pel·lícules a la Charles Chaplin Productions. Produïda el 1918, no es va arribar a estrenar mai fins a la seva reconstrucció el 1982.

## Argument
La pel·lícula comença mostrant la construcció de l'estudi de Chaplin en un time lapse. Un cop construït, arriba Chaplin en cotxe i ens porta a fer un recorregut per l'estudi. Això inclou unes quantes bromes escenificades, com un majordom que va a la caixa forta a buscar l’objecte més valuós, que resulta ser les sabates de Chalot  o ell sorprenent uns treballadors ociosos. Es mostren escenes més documentals, com la feina en el laboratori de revelat de pel·lícula o com s'organitza el posterior muntatge d’aquesta. Veiem una seqüència d’un assaig, on Chaplin dirigeix explica als actors com han d’interpretar diferents situacions còmiques i després com intervé en el maquillatge de les actrius. També hi ha una seqüència en què un empleat està omplint una piscina i acaba xopant l’actor amb la mànega i després unes noies en banyador (similars a les bathing beauties de Mack Sennett) posen per anar-se a banyar seguides per tot d’empleats de l'estudi que es canvien en un instant. Finalment, l’actor es caracteritza de Charlot i interpreta una escena en la que està jugant a golf. La pel·lícula acaba quan Chaplin torna al seu despatx, es treu la disfressa i s'acomiada i marxa en cotxe.

## Repartiment
- Charles Chaplin (ell mateix)
- Edna Purviance (actriu)
- Eric Campbell (primer golfista)
- Albert Austin (mag, segon golfista)
- Henry Bergman (actor del gag)
- Tom Harrington (majordom)
- Loyal Underwood (actor sacsejat a l’assaig)

## Producció
El gener de 1918 Chaplin es va fer construir un nou estudi a uns terrenys d'una antiga mansió envoltada de tarongers a la cantonada dels carrers Le Brea i De Longpré. El seu càmera, Roland Totheroh, havia gravat diferents seqüències durant la construcció de l'estudi filmant des de la mateixa posició per tal que la pel·lícula es pogués muntar posteriorment per donar una il·lusió d'acció accelerada. Chaplin va tenir la idea de combinar aquest material amb plans documentals de l'estudi amb la gent treballant per fer una pel·lícula. També hi ha afegir una seqüència en la que ell feia el paper de Charlot en un camp de golf, clarament rodada abans de la construcció de l'estudi ja que un dels actors que apareixen és Eric Campbell, que morí el desembre de 1917 en un accident de cotxe.  Aquesta mai no es va acabar ni es va estrenar, presumiblement perquè els distribuïdors, la First National, no pensaven que un documental d'aquesta mena pogués ser acceptat com una de les pel·lícules que Chaplin els havia de subministrar per contracte.
Tot i que Chaplin va utilitzar part del material rodat a “The Chaplin Revue” (1959), no es va veure íntegrament fins al 1982, quan Kevin Brownlow i David Gill van editar conjuntament la pel·lícula sencera com es pretenia originalment, seguint la continuïtat proporcionada per una llista d’intertítols que havien recuperat.